# Viktor Galović
Viktor Galović (* 19. September 1990 in Nova Gradiška) ist ein kroatischer Tennisspieler.

## Karriere
Viktor Galović spielt hauptsächlich auf der ATP Challenger Tour und der ITF Future Tour. Er feierte bislang drei Einzel- und zwei Doppelsiege auf der Future Tour. Seinen ersten Einzeltitel auf der ATP Challenger Tour feierte er als Qualifikant in Recanati, als er im Finale Mirza Bašić in zwei Sätzen bezwang. Sein Debüt im Einzel auf der ATP World Tour gab er im Juli 2014 beim Bet-at-home Cup Kitzbühel, wo er sich für die Hauptrunde qualifizieren konnte, dann jedoch in der Auftaktrunde gegen Albert Ramos Viñolas in drei Sätzen verlor.
Galović spielte erstmals 2017 für die kroatische Davis-Cup-Mannschaft. 2018 gewann er mit ihr den Davis Cup.

## Erfolge
| Legende (Anzahl der Siege)  |
| Grand Slam                  |
| ATP World Tour Finals       |
| ATP World Tour Masters 1000 |
| ATP World Tour 500          |
| ATP World Tour 250          |
| ATP Challenger Tour (1)     |

### Einzel

#### Turniersiege
| Nr. | Datum        | Turnier  | Belag     | Finalgegner | Ergebnis  |
| --- | ------------ | -------- | --------- | ----------- | --------- |
| 1.  | 9. Juli 2017 | Recanati | Hartplatz | Mirza Bašić | 7:63, 6:4 |